# Ephiales cretacea
Ephiales cretacea là một loài bọ cánh cứng trong họ Cerambycidae.